# Ancolie des Alpes
Aquilegia alpina
Espèce
Classification phylogénétique
Statut de conservation UICN

 LC  : Préoccupation mineure
L'ancolie des Alpes (Aquilegia alpina) est une espèce de plante herbacée vivace de la famille des Renonculacées.

## Description
L'ancolie des Alpes est une endémique des Alpes occidentales et des Apennins. La plante porte de une à cinq très grandes fleurs d'un beau bleu, à pétales tronqués et à gros éperons un peu arqués, et à étamines un peu plus courtes que les pétales.

### Détail de la fleur

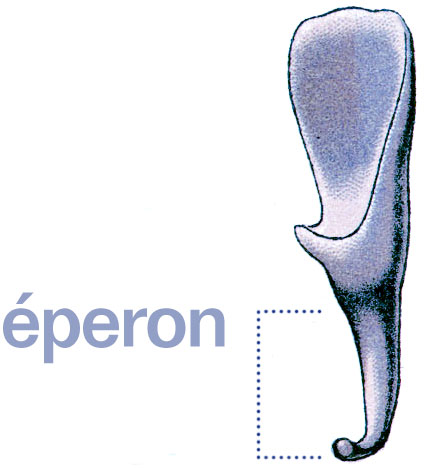
Détail d’un pétale d’ancolie des Alpes qui identifie son « éperon », un appendice creux et fermé à son extrémité qui se projette vers l’arrière de la fleur.

## Caractéristiques
- Organes reproducteurs :
  - Type d'inflorescence : cyme unipare hélicoïde
  - répartition des sexes : hermaphrodite
  - Type de pollinisation : entomogame
  - Période de floraison : juillet à août
- Graine :
  - Type de fruit : follicule
  - Mode de dissémination : épizoochore
- Habitat et répartition :
  - Habitat type : mégaphorbiaies subalpines, hygrophiles mésotrophiles, basophiles, des adrets
  - Orophyte alpin

Données d'après : Julve, Ph., 1998 ff. - Baseflor. Index botanique, écologique et chorologique de la flore de France. Version : 23 avril 2004. 

## Statut
- Plante protégée (voir INPN).

L'ancolie des Pyrénées (Aquilegia pyrenaica) est une espèce voisine aux fleurs plus violacées, endémique de ce massif.

### Liens externes

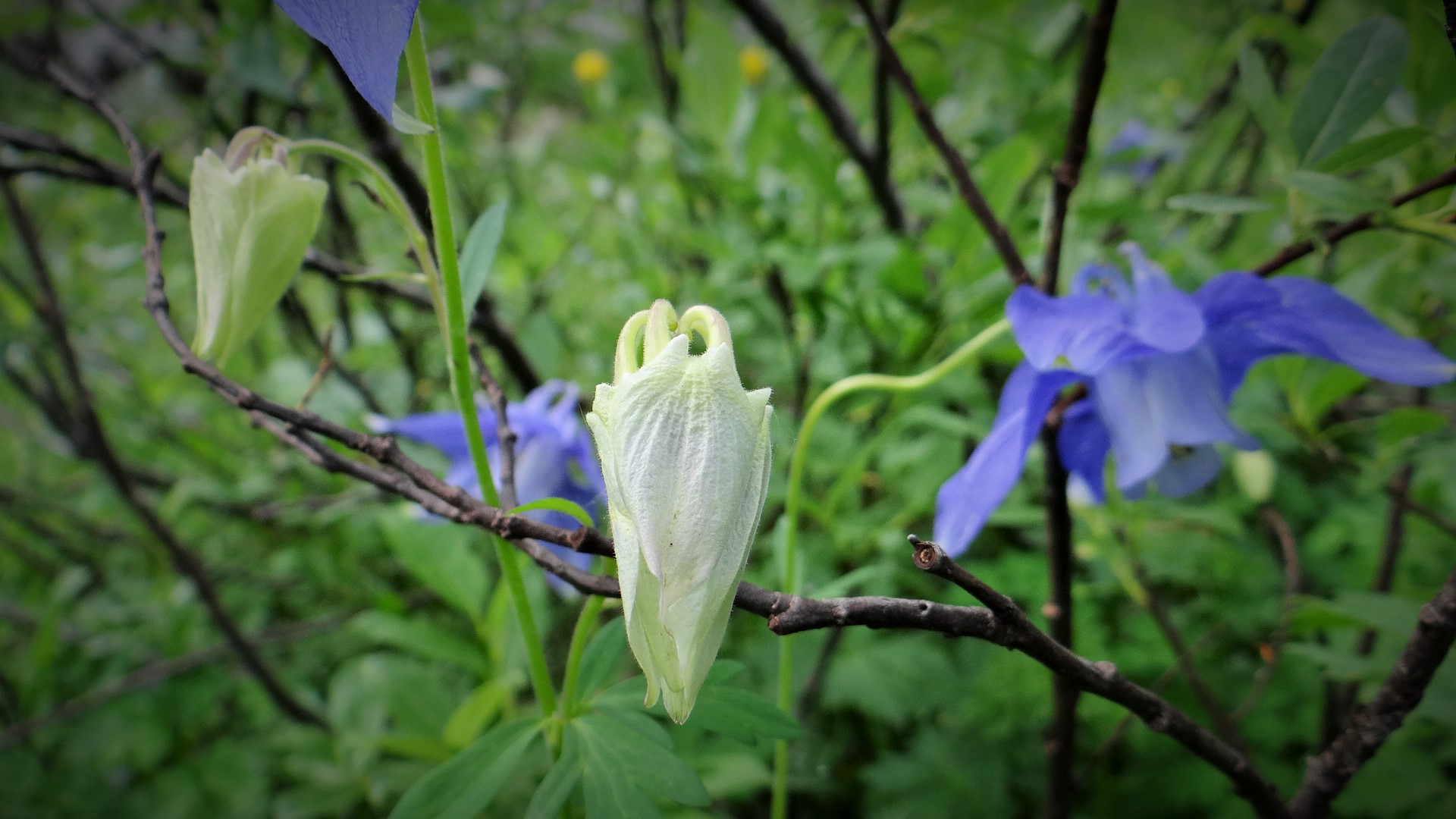
Ancolie des Alpes en bouton

### Article annexe
- Fleurs des Alpes